# Позитронски човек
Позитронски човек (енгл. The Positronic Man) је научно-фантастични роман америчког писaца Исака Асимова (енгл. Isaac Asimov) и Роберта Силверберга (енгл. Robert Silverberg) који је први пут објављен 1992. године. Основа за роман је била новела Исака Асимова из 1976. године под називом Човек двестогодишњак (енгл. The Bicentennial Man).

## О делу
Роман је заснован на краткој причи из 1976. године коју је написао Исак Асимов Човек двестогодишњак.  Главни лик је Ендру Мартин, робот који је стигао у породицу Мартин. Он током свог дугог животног века поприма све више људских особина. 
Породица Мартин узима робота да обавља кућне послове и одржавање куће. Он и чува девојчице и води их у шетњу на обалу мора. После извесног времена се уочава да Ендру, како га је одмах по доласку у породицу Мартин, назвала Мала госпођица, Аманда Мартин, има и способности за израду предмета од дрвета. Он спретно резбари у накит, али и делове кућног намештаја са таквом умешношћу и оригиналношћу, да сви остају запрепашћени тим предметима која су права мала ремек дела. Произвођач ово види као аномалију, али породица подржава Ендруа у његовим креативним напорима да се искаже кроз резбарење и прављење предмета од дрвета. 
Генерације породице Мартин се смењују, а Ендру Мартин постаје све способнији за различите послове. Изумео је вештачке органе који замењују болесне органе код људи. Током времена је он извршио различите промене у свом телу не дирајући позитронски мозак. Ендруов сан је да добије признање да је и сам човек.

### Три закона роботике
- Први закон: Робот не сме да повреди људско биће, нити да, уздржавањем од делања, допусти да људско биће буде повређено.[3]
- Други закон: Робот мора да извршава наређења која му дају људска бића, осим ако се то не коси са Првим законом.[3]
- Трећи закон: Робот мора да води рачуна о свом опстанку, осим ако се то не коси са Првим и Другим законом.[3]

## Ликови
- Ендру Мартин - робот
- Џералд Мартин, глава породице Мартин и за Ендруа Господин
- Аманда Мартин - Мала госпођица, млађа кћер Џералда Мартина
- Мелиса Мартин - Госпођица, старија кћер Џералда Мартина
- Луси Мартин - супруга Џералда Мартина, за Ендруа Госпођа
- Џорџ, син Мале госпођице, Аманде
- Пол, син Џорџа, унук Мале госпођице

## Адаптација
Године 1999. је снимљен филм који се ослања на првобитну новелу Исака Асимова Двестогодишњи човек. Главна улога је припала Робину Вилијамсу.